# Walther Wilhelm Georg Bothe
Walther Wilhelm Georg Bothe, nemški fizik, kemik in matematik, * 8. januar 1891, Oranienburg, Nemčija, † 8. februar 1957, Heidelberg, Nemčija.
Bothe je leta 1953 prejel Nobelovo nagrado za fiziko »za razvoj koincidenčnega merilnega postopka in za odkritja povezana z njim.«
1. 1 2  Encyclopædia Britannica
2. ↑  SNAC — 2010.
3. 1 2 3  Боте Вальтер // Большая советская энциклопедия: [в 30 т.] — 3-е изд. — Moskva: Советская энциклопедия, 1969.